# Miguel Crevea Cortés
Miguel Crevea (y) Cortés, también como Clavea, (Cocentaina, 10 de marzo de 1837 - Alicante, 10 de septiembre de 1862) fue un compositor y maestro de capilla español.

## Vida
Miguel Crevea y Cortés nació en Cocentaina, actualmente en la provincia de Alicante, hijo de Vicente Clavea, oriundo de Italia; castellanizaron el apellido en Crevea. Estudió solfeo, piano y órgano con su hermano mayor, también llamado Vicente, que se hallaba en Alicante desempeñando el cargo de organista de la Colegiata de San Nicolás de Alicante. Contando apenas once años y siendo a la sazón maestro de la capilla de música su hermano, el 15 de noviembre de 1848 fue nombrado para la plaza de organista.
Estudió violonchelo con el profesor Juan García Ruberto, «el Diamantista». En 1851 se trasladó a Valencia, donde estudió órgano y harmonía con Pascual Pérez Gascón. También actuó como único violonchelo del Teatro Princesa.
De regreso a Alicante, continuó desempeñando su plaza de organista hasta diciembre de 1855, que pasó a Madrid donde, obtenía plaza de violoncello en el Teatro Real. En la ciudad amplió sus conocimientos de música de cámara con Jesús de Monasterio y estudió composición con Francisco de Asís Gil.
El 13 de marzo de 1855 su hermano Vicente dejaba el magisterio de San Nicolás, quizás cansado por la falta de interés y de financiación de la capilla por parte del ayuntamiento. El cargo sería ocupado ese mismo año de forma interina por Francisco Villar, pero se le concedió en propiedad pocos meses después. Los músicos Juan García y Miguel Crevea, aspirantes al cargo, protestaron ante el ayuntamiento, que los ignoró. En 1856 un cambio en la composición del cabildo municipal mudó las circunstancias y se buscó formar una nueva capilla. El ayuntamiento de Alicante convocó unas oposiciones a la plaza de maestro-organista el 27 de noviembre de 1857 según la nueva reforma.

1º Ejercicios de órgano, tanto en el acompañamiento de bajo cifrado como en el obligado.

2º Armonía y composición. Las obligaciones del organista serán:

Asistencia á las funciones que por reglamento están marcadas, y dirección de la capilla.

La composición ó adquisición para el archivo de la capilla de dos obras de música sacra al año.

La enseñanza de los niños ó tiples que se crean necesarios, á fin de tener siempre para sustituir los que muden de voz.

La retribución del organista maestro director de capilla será de 4.500 reales anuales pagados de los fondos municipales.

Todo lo que se anuncia al público por medio del presente edicto para conocimiento de todos cuantos deseen optar á la referida plaza.

Alicante 14 de Febrero de 1857

Villar no pudo presentarse, ya que era violinista. En cambio, Crevea realizó el examen, obteniendo el primer lugar tanto por la superioridad de su composición, como por su destreza en la improvisación al órgano. Sus últimos años los dedicó al magisterio y a la enseñanza del piano, hasta su fallecimiento, acaecida por tuberculosis en Alicante el 10 de septiembre de 1862 a la temprana edad de 25 años.

## Obra
Sin duda, la obra más importante de Crevea fue su Miserere (1860) de Semana Santa, que le valió para consagrarse como uno de los maestros más importantes que pasaran por la actual Catedral de Alicante. Esta musicalización del Salmo 50 del Antiguo Testamento fue alabada en su momento por Ernesto Villar Miralles en el Semanario Católico por «la delicada inspiración de sus melodías, la dulzura de los conceptos, la corrección armónica y la unción de sus cantos». La obra se conservaba de forma incompleta y fue recompuesta en 1995 por José María Vives, siendo estrenada en la iglesia de Santa María de Cocentaina y entre 1996 a 2002 se interpretó en la Concatedral de San Nicolás de Alicante. En 2025 se volvió a tocar en el Conservatorio Profesional de Música 'José Tomás' de Alicante.
Según Felipe Pedrell compuso:
- Primer nocturno de Navidad, a 4 voces, órgano y orquesta.
- Misa en do menor,4 y 8 voces, y órgano.
- Gloria laus, a 4 y 8 voces.
- 4 villancicos de Nochebuena, a 4 voces y órgano.
- Nocturno tercero de San Nicolás, a 4 voces, coro y orquesta.
- Laudate en la menor, a 6 voces y órgano.
- Credidi.
- Miserere en la menor, a 5 voces, coro y órgano.
- Beatus vir, a 5 voces y órgano.
- Misa solemne en re menor, a 4 y 8 voces, y órgano.
- Miserere en do menor, a 2 coros y orquesta.
- Dixit Dominus, a 5 voces y orquesta.
- Misa de Réquiem en do menor, a 2 coros y orquesta.

Escribió una zarzuela que no llegó a representarse.
Publicó para piano:
- Andante
- Nocturno
- Idilio
- Polka de concierto, dedicada a Dámaso Zabalza.

Para canto y piano: 
- Dos duetinos
- Dos romanzas para tiples
- Romanza de tenor, dedicada a Jesús de Monasterio.